# جولین بلالوک
 جولین بلالوک (انگلیسی: Jolene Blalock؛ زادهٔ ۵ مارس ۱۹۷۵) یک هنرپیشه اهل ایالات متحده آمریکا است. وی از سال ۱۹۹۸ میلادی تاکنون مشغول فعالیت بوده‌است.
از فیلم‌های معروف او می‌توان به بازی در ویدئوی سکس اشاره کرد.